# مرقد عبد الله وخيل الله
مرقد عبد الله وخیل الله (بالفارسية: امامزاده عبدالله و خیل‌الله) هو مرقد شيعي تاريخي يعود إلى القرن الثامن الهجري، ويقع في دماوند.